# Olanda de Sud
Olanda de Sud (în neerlandeză Zuid-Holland) este o provincie în Olanda, care se găsește în partea de vest a țării. Capitala sa este orașul Haga. Alte orașe ale provinciei sunt orașele Rotterdam, Zoetermeer, Delft, Gouda, Gorinchem și Leiden. 
Olanda de Sud este una dintre cele mai populate și industrializate dintre provinciile Olandei.  Se învecinează cu următoarele provincii: Zeeland la sud-vest, Brabantul de Nord la nord-est, Gelderland la est, Utrecht la nord-est și cu Olanda de Nord la nord. 
Haga este atât sediul provinciei, cât și al guvernului Țărilor de Jos.  Tot în Haga se află sediul Curții Internaționale de Justiție. Rotterdam, Leiden, Delft și Gouda sunt orașe vechi, cu tradiție; aspectul centrelor acestor orașe este dat de preponderența multor clădiri perfect funcționale construite în secolele al XVI-lea și al XVII-lea.  
Rotterdam este unul din cele mai mari și vechi porturi continuu funcționale ale lumii, în timp ce Zoetermeer este un oraș foarte nou, majoritatea clădirilor sale datând din și după 1970. Alte trei orașe foarte noi sunt Capelle aan den IJssel, Hellevoetsluis și Spijkenisse, toate trei fiind situate în vecinătatea Rotterdam-ului. 
Râurile, precum și alte suprafețe de apă includ Nieuwe Maas, Nieuwe Waterweg, Oude Maas, Haringvliet, Hollands Diep.
Imnul provinciei este Zuid-Hollands volkslied.

## Comune
Provincia Olanda de Sud este subdivizată administrativ în următoarele comune:
| 1. Alblasserdam 2. Albrandswaard 3. Alphen aan den Rijn 4. Barendrecht 5. Binnenmaas 6. Bodegraven-Reeuwijk 7. Brielle 8. Capelle aan den IJssel 9. Cromstrijen 10. Delft 11. Dordrecht 12. Giessenlanden 13. Goeree-Overflakkee 14. Gorinchem 15. Gouda 16. Haga (Den Haag) 17. Hardinxveld-Giessendam 18. Hellevoetsluis 19. Hendrik-Ido-Ambacht 20. Hillegom | 1. Kaag en Braassem 2. Katwijk 3. Korendijk 4. Krimpen aan den IJssel 5. Krimpenerwaard 6. Lansingerland 7. Leerdam 8. Leiden 9. Leiderdorp 10. Leidschendam-Voorburg 11. Lisse 12. Maassluis 13. Midden-Delfland 14. Molenwaard 15. Nieuwkoop 16. Nissewaard 17. Noordwijk 18. Noordwijkerhout 19. Oegstgeest 20. Oud-Beijerland | 1. Papendrecht 2. Pijnacker-Nootdorp 3. Ridderkerk 4. Rijswijk 5. Rotterdam 6. Schiedam 7. Sliedrecht 8. Strijen 9. Teylingen 10. Vlaardingen 11. Voorschoten 12. Waddinxveen 13. Wassenaar 14. Westland 15. Westvoorne 16. Zederik 17. Zoetermeer 18. Zoeterwoude 19. Zuidplas 20. Zwijndrecht |  |